# Dracaena surculosa
Dracaena surculosa là một loài thực vật có hoa trong họ Măng tây. Loài này được Lindl. mô tả khoa học đầu tiên năm 1828.

## Hình ảnh

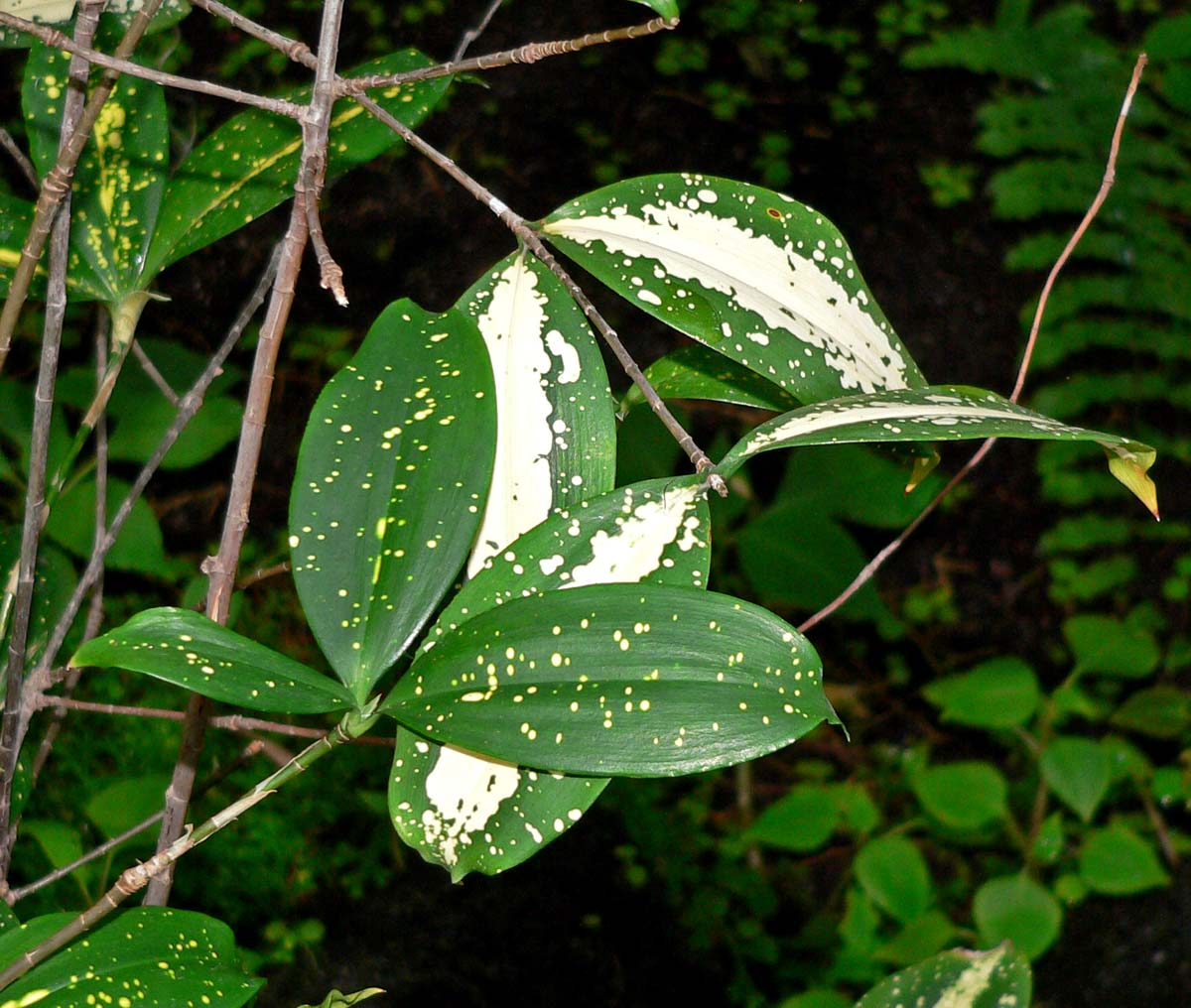
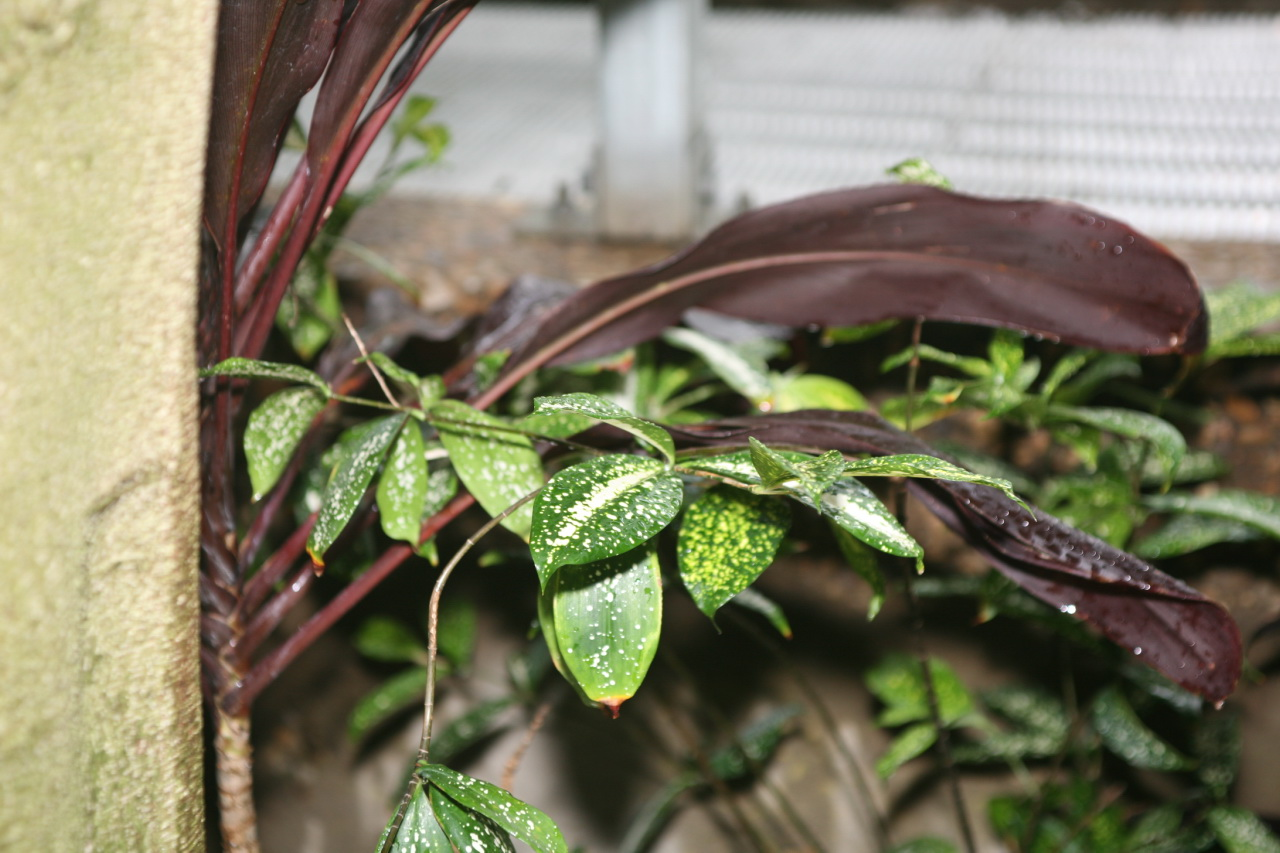
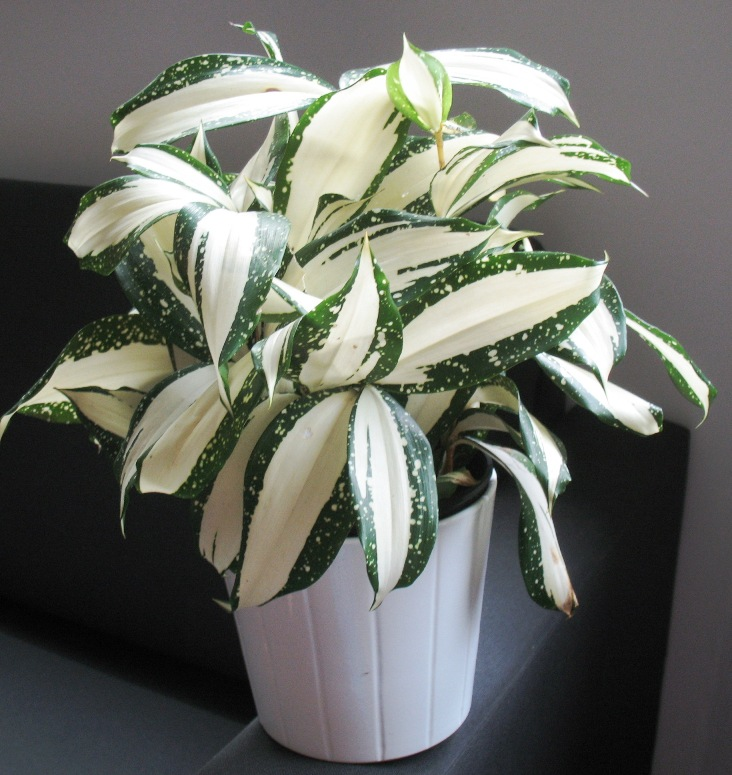
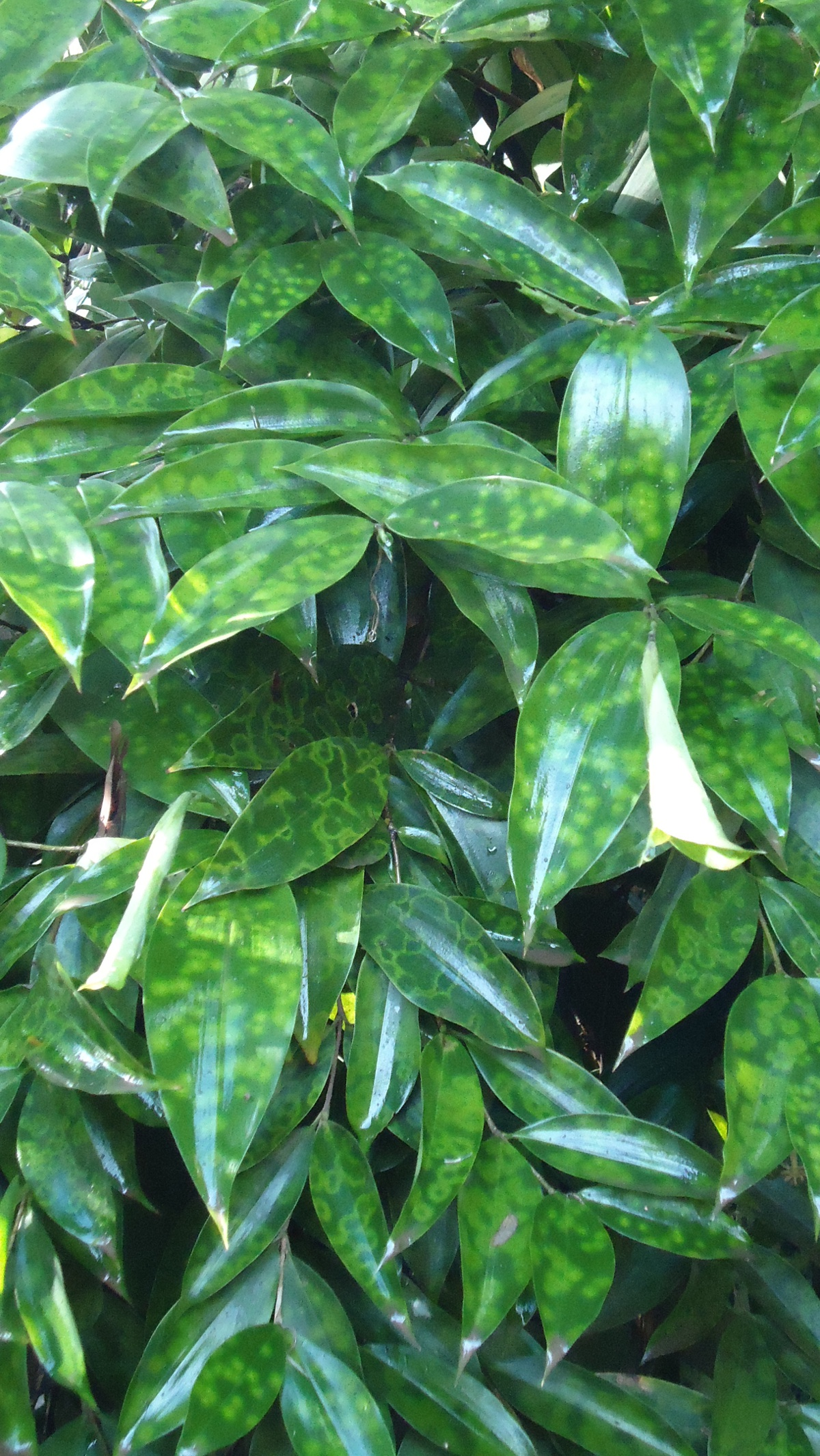